# مرسيدس بنز دبليو 08
مرسيدس بنز دبليو 08 (بالإنجليزية: Mercedes-Benz W08)‏ هي سيارة من صناعة مرسيدس بنز أنتجت في 1928.